# Spermophorides petraea
Spermophorides petraea là một loài nhện trong họ Pholcidae. Loài này được phát hiện ở Tây Ban Nha.